# Elizabeth Fry
Elizabeth (Betsy) Fry (nascida em 21 de maio de 1780 em Norwich, na Inglaterra - falecida em 12 de outubro de 1845, em Ramsgate, na Inglaterra), nascida Gurney, foi uma reformadora da prisão inglesa, reformadora social e, enraizada em sua fé Quaker, uma filantropa cristã. Por meio de sua ação, ela possibilitou a promulgação de novas leis para tornar o tratamento dos presos mais humano.

## Biografia
Elizabeth Gurney nasceu em 1780, em Norwich, no condado de Norfolk, na Inglaterra, em uma família de religião Quaker. Motivada pela leitura dos Evangelhos, desde a adolescência, Elizabeth interessou-se pelos pobres, doentes e presos. Aos 20 anos, ela se casou com Joseph Fry, o casal teve onze filhos em dezesseis anos.
Em 1812, Elizabeth ficou horrorizada com o que viu ao visitar a Prisão de Newgate, dentro da cidade ‎‎de Londres,‎‎ na Inglaterra. No dia seguinte, ela voltou para lá, levando comida e roupas para os presos. Então, após um período de dificuldades familiares (em particular dificuldades financeiras no banco de seu marido), ela voltou para a prisão em 1816 e estabeleceu uma escola para crianças que esstavam presas com seus pais.
Em 1817, Elizabeth se tornou membro importante de uma organização que ajudava prisioneiros e seus filhos, e começou a ser conhecida por seu trabalho para melhorar o tratamento dos prisioneiros deportados para a Austrália. Sua influência se estendeu à França, à Prússia e à Rússia. Em 1818, ela relatou à Câmara dos Comuns sobre as condições nas prisões britânicas, tornando-se a primeira mulher a testemunhar perante o Parlamento britânico. Ela também trabalhou com seu cunhado, Thomas Fowell Buxton, para revisar o código penal.
Elizabeth também auxiliou os moradores de rua, estabelecendo um "abrigo noturno" (algo como um albergue), depois de ter visto o cadáver de um menino, durante o inverno de 1819-1820.[carece de fontes?]
Seu trabalho foi restringido pela falência do marido, em 1828, mas isso não a impediu de continuar. Em particular, ela viajou notadamente para a França onde, em 1839, recebeu autorização oficial para visitar todas as prisões a fim de fazer uma descrição detalhada delas. Durante sua turnê pela França, ela parou em Congénies in the Gard, para conhecer a comunidade Quaker local.
Ela morreu em Ramsgate, na Inglaterra, em 1845, de um derrame e foi enterrada no Cemitério Quaker de Barking, em Londres.[carece de fontes?]

## Influência e homenagens
O criador da Cruz Vermelha, Henry Dunant, escreve em suas memórias que, além de Harriet Beecher Stowe e Florence Nightingale, Elizabeth Fry o influenciou por meio de seu trabalho para melhorar a vida na prisão.
Em 1952, o correio alemão publicou um selo postal com seu retrato, seu valor de 4+2 Pfennig incluía uma sobretaxa de caridade. Em 2002, o Banco da Inglaterra reproduziu sua efígie em notas de cinco libras.[carece de fontes?]
No Reino Unido, as notas de 5 libras representadas por Elizabeth Fry foram retiradas de circulação em 2017 e substituídas por outras com a imagens de Winston Churchill.